# Schrei, wenn der Tingler kommt
Schrei, wenn der Tingler kommt (Originaltitel: The Tingler) ist ein US-amerikanischer Horrorfilm von William Castle aus dem Jahr 1959 mit Vincent Price in der Hauptrolle.

## Handlung
Der Pathologe und Forscher Dr. Warren Chapin lebt mit seiner bösartigen Ehefrau und seiner freundlichen Schwägerin Lucy Stevens zusammen. Er entdeckt, dass im Rückgrat eines jeden Menschen eine Kreatur lebt, die sich von der Angst ihres Wirtes ernährt. Fängt dieser im Zustand der Angst nicht an zu schreien, wächst die Kreatur, der so genannte „Tingler“, zu voller Lebensgröße heran, was zum Tod des Menschen führt. Bei der Autopsie einer zu Tode erschreckten Taubstummen befreit Dr. Chapin schließlich einen ausgewachsenen Tingler, ein ca. 30 cm langes, langustenähnliches Wesen, aus dem Körper der Frau. Das Wesen verfügt über enorme Mandibeln und beachtliche Körperkräfte. Chapins Frau befreit den Tingler des Nachts und dieser tötet Chapin fast. Der Tingler entkommt und versetzt unter anderem das Publikum eines Stummfilmkinos, das gerade den Film Tol'able David ansieht, in Angst und Schrecken.

## Rezeption
„Ein Arzt in New York entdeckt ein knochenbrechendes Wesen, das durch Angst im Menschen entsteht. Laute Schreie erlauben seine Abwehr: ein Verfahren, das der fantastische Horrorfilm, der Blut aus Wasserhähnen laufen und Leichen den Kopf heben läßt, auch seinem Publikum nahelegt.“

“The fondest moviegoing memory of my youth! The best movie ever made!”

„Meine liebste Erinnerung an das Kino meiner Jugend! Der beste Spielfilm aller Zeiten!“

“no film made before or after it quite matches it for its mix of the imaginative, the creepy, the funny, and the downright weird”

„kein anderer Film davor oder danach kommt an seine Mischung aus Einfallsreichtum, Gruseligkeit, Lustigkeit und Abgedrehtheit heran“

“William Castle has been serving some of the worst, dullest little horror entries ever to snake into movie houses”

„William Castle ist verantwortlich für einen der schlimmsten, langweiligsten kleinen Horrorfilme, die sich jemals in die Kinos geschlichen haben“

## Besonderheiten
- In manchen Kinos in den USA kam eine Technik mit dem Namen Percepto zum Einsatz: Während der Höhepunkte des Films erhielten Sitze plötzlich Elektroschocks.[5] Die Entwicklung wurde mit einem Golden Turkey Award „ausgezeichnet“.
- Im Rahmen eines Experimentes, den Tingler in seinem eigenen Körper heranwachsen zu lassen, versetzt sich Dr. Chapin in den ersten LSD-Rausch der Film-Geschichte.
- The Tingler wurde in schwarz-und-weiß gedreht. Nur in einer Szene wird Blut in einem Waschbecken, was aus dem Kalt- und Warmwasserhahn sprudelt und der vollgelaufenen Badewanne aus der sich zudem ein blutiger Arm erhebt, rot dargestellt, während der Rest der Szene schwarz-weiß bleibt. Einen ähnlichen Effekt wiederholte Steven Spielberg später in Schindlers Liste und man findet Ihn auch in dem 1958 gedrehten Film Draculas Blutnacht wieder[6][7]

## Synchronisation
Die deutsche Synchronfassung entstand 1960 in Berlin.
| Rolle                  | Schauspieler    | Synchronsprecher  |
| ---------------------- | --------------- | ----------------- |
| David Morris           | Darryl Hickman  | Michael Chevalier |
| Dr. Warren Chapin      | Vincent Price   | Wolfgang Lukschy  |
| Erzähler               | William Castle  | Arnold Marquis    |
| Filmvorführer          | Dal McKennon    | Toni Herbert      |
| Isabel Stevens Chapin  | Patricia Cutts  | Tilly Lauenstein  |
| Oliver 'Ollie' Higgins | Philip Coolidge | Erich Fiedler     |
| Lucy Stevens           | Pamela Lincoln  | Sabine Eggerth    |